# Kamerun
Kamerun ([ˈkʰaməʁuːn] oder [kʰaməˈʁuːn]; französisch Cameroun [kamˈʁun]; englisch Cameroon [ˈkʰæməˌɹuːn, ˌkʰæməˈɹuːn]) ist ein Land in Zentralafrika. Es grenzt an Nigeria, den Tschad, die Zentralafrikanische Republik, die Republik Kongo, Gabun und Äquatorialguinea. Im Südwesten hat das Land eine Küste am Atlantik. Die größten Städte sind die Hauptstadt Yaoundé und die Hafenstadt Douala.
Kamerun wird autoritär regiert, die Meinungsfreiheit ist stark eingeschränkt. Korruption und Verletzungen der Menschenrechte sind weit verbreitet, so kommt es beispielsweise regelmäßig zu Folter und willkürlichen Festnahmen.

## Landesname
Portugiesische Seefahrer um Fernão do Pós, die 1472 als erste Europäer die Region erkundeten, gaben dem heutigen Fluss Wouri den Namen Rio dos Camarões (Fluss der Garnelen) nach den zahlreichen Langusten, welche sie für Garnelen hielten. Später wurde der Name für die umliegenden Berge und von der deutschen Kolonialverwaltung zunächst für die heutige Stadt Douala und später für das ganze Land übernommen.

## Geographie

### Landschaftscharakter

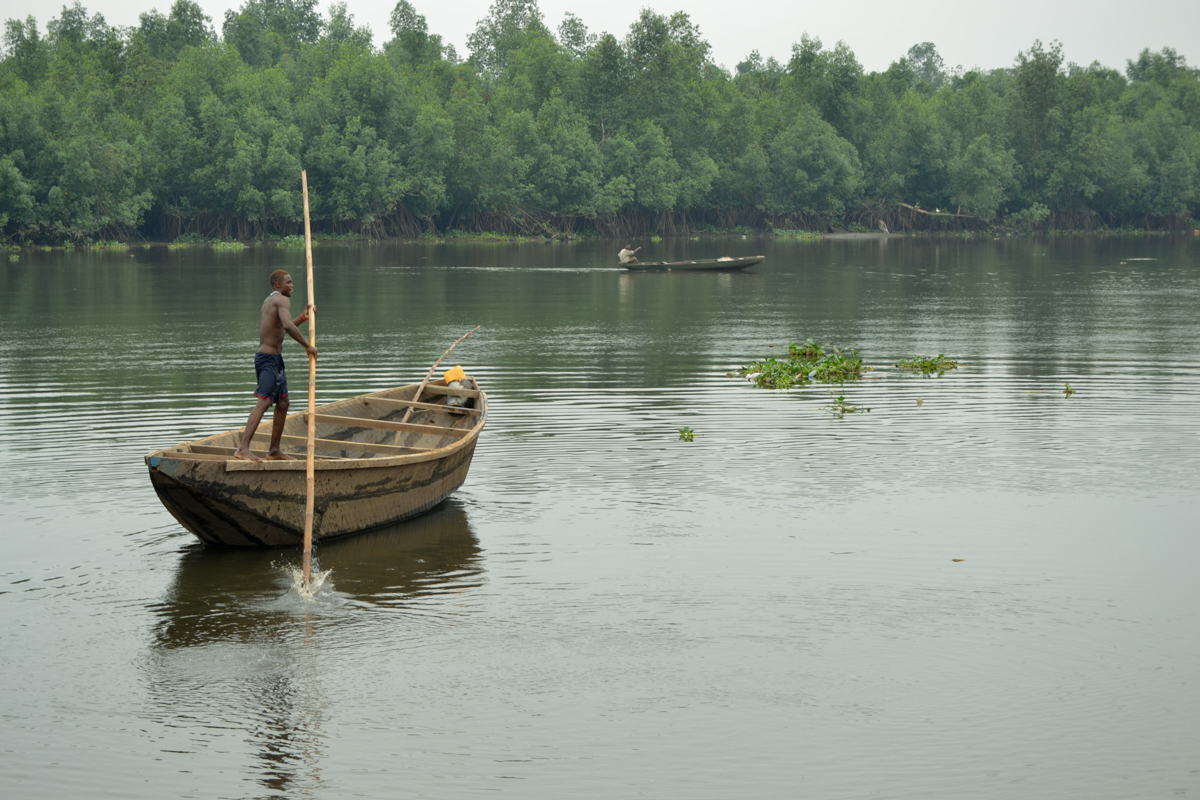
Wouri

Der Naturraum Kameruns kann als „Afrika im Kleinen“ beschrieben werden, da er alle wesentlichen Klimazonen und Vegetationen des Kontinents beherbergt: Meeresküste an der Bucht von Bonny, Gebirge, tropischer Regenwald, Savanne und im äußersten Norden Wüste. Das Landesinnere besteht vorwiegend aus flachen Plateaus, die sich nach Norden bis zum Adamaua-Hochland und dem Mandara-Gebirge erheben, um dann allmählich zur Niederung des Tschadsees im äußersten Norden abzufallen, an dem Kamerun noch kleinere Anteile hält.
Der Westen und Nordwesten Kameruns ist von vulkanischem Gebirge entlang der Kamerunlinie bestimmt, das in Küstennähe von einem aktiven Vulkan überragt wird: Der 4095 m hohe Kamerunberg ist die höchste Erhebung Westafrikas. Entlang der Kamerunlinie erhebt sich das bis zu 3011 m hohe Vulkanfeld Oku, in dem der Nyos- und Manoun-See liegen. Das Vulkanfeld Oku liegt im Bamenda-Hochland, in dem die höchsten Gebirgsregenwälder Westafrikas liegen. Die dritthöchste Erhebung Kameruns ist das Bambouto-Massiv (2740 m). Weitere bedeutende Berge des Kamerungebirges sind die heiligen Berge der Bakossi, der Manengouba und der Kupe. Die südlichen Plateaus sind mit tropischem Regenwald bedeckt und senken sich zu breiten Ebenen in der Küstengegend ab.
Bei den in Kameruns Süden und Mitte vorkommenden Böden handelt es sich um ferrallitische Böden, also um Böden der äquatorialen Braunlehme der immerfeuchten Tropen. Im Norden, dem Bereich der Trocken- und Dornensavanne, liegen typische rotbraune und rote Böden der Trockensavanne vor.

### Klima

Klimazonen in Kamerun (Klassifikation nach Köppen)

Das Klima ist tropisch mit hohen Temperaturen, die in den Höhenlagen gemildert sind. Die Regenperioden sind überwiegend niederschlagsreich, jedoch mit großen regionalen Unterschieden. Insgesamt lassen sich fünf regionale Klimazonen unterscheiden (siehe Karte).
Im Norden des Landes ist es wechselfeucht mit einer Trockenzeit von Oktober bis April und einer durchschnittlichen Niederschlagsmenge von rund 700 mm im Jahr. Die Zeit, in der nur geringer Niederschlag fällt, erstreckt sich von Juli bis September. Die mittlere Temperatur liegt bei 32,2 °C. Aufgrund der hohen Temperaturen und der im Verhältnis dazu geringen Niederschläge liegt in diesem Raum eine mittlere Dürrewahrscheinlichkeit (alle zwei bis fünf Jahre) vor. Ganz im Norden, beim Tschadsee, ist das Klima trocken. Hier liegen Kameruns Anteile am Tschadbecken mit den Überflutungsgebieten des Logone im Osten der Waza-Ebene. Ab November erhält der Fluss El Beid, der im Westen die Grenze zu Nigeria bildet, das Wasser für seine Hauptflutsaison.
Im sich nach Süden anschließenden inneren Hochland (1000 bis 1500 m über dem Meer) erreicht die Temperatur durchschnittlich 22 °C im Jahr und es fallen Niederschläge von 1500 bis 1600 mm jährlich. Hier vollzieht sich der Wechsel von den Savannen des Nordens zum Regenwald des Südens. Das folgende Westkameruner Bergland weist konstante Niederschläge zwischen 2000 und 11.000 mm auf. Die Gegend an den südlichen Ausläufen des Kamerunbergs hat durchschnittliche Niederschlagsmengen von 11.000 mm und gehört damit zu den regenreichsten Gebieten der Welt. In diesen beiden Regionen kommt es zu einer „Trockenzeit“ zwischen Dezember und Februar, wobei auch diese Zeit nicht vollständig ohne Niederschläge bleibt.
Die Küstenebene im Süden hat äquatoriales Klima mit Niederschlägen zwischen 1500 und 2000 mm und einer Durchschnittstemperatur von 25 °C. Hier gibt es dichten tropischen Regenwald. Die trockeneren Monate sind Dezember und Januar.

### Hydrologie
Grundsätzlich ist Kamerun in vier große Einzugsgebiete (neben diversen Küstenflüssen) aufgeteilt. Die Wasserscheide dieser vier großen Einzugsgebiete befindet sich im Hochland von Adamaua. In nordöstlicher Richtung entwässern der „nördliche“ Vina und der Mbéré in das Tschadbecken. In südliche Richtung fließen der „südliche“ Vina und der Lom, die in den Sanaga entwässern. Im Norden des Hochlandes hat der Benue und im Nordwesten der Faro, ein Nebenfluss des Benue, seine Quellflüsse, die in das Nigersystem abfließen. Hinzu kommen die Flüsse Kadéï und Mambéré, die über den Sangha in südöstlicher Richtung in den Kongo entwässern.

### Flora und Fauna
Laut einer Studie von Bernard Foahom aus dem Jahre 2001 leben in Kamerun mindestens 542 verschiedene Fischarten, von denen 96 Endemiten sind. Außerdem wurden über 15.000 Schmetterlingsarten, 281 Säugetierspezies, 165 der 275 in Afrika existierenden Reptilien, drei Krokodilarten und 190 bis 200 Froschlurche gezählt. Unter den 885 Vogelarten befinden sich 223 Zugvogelarten und sieben endemische Arten (Stand 2017). Im westlichen Bergland bilden die Bakossi-Berge und der Manengouba einen Biodiversitätshotspot.
Der mittlere Teil des Landes befinden sich in der so genannten Ökoregion Wald-Savannen-Mosaik des nördlichen Kongo.

### Bodenschätze
Zu den natürlichen Ressourcen des Landes gehören unter anderem Erdöl, Bauxit, Eisenerz, Gold und Diamanten. Diese Bodenschätze werden bisher nicht intensiv genutzt. In den 1980er Jahren gab es erste Anstöße durch das Entwicklungsprogramm der Vereinten Nationen.
Die Erschließung von Erdölvorkommen ist seit 1986 zurückgegangen.

### Verwaltungsgliederung

#### Regionen

Gliederung Kameruns in Regionen und Départements (2017)

Der Staat gliedert sich in zehn Regionen. Die ursprüngliche Bezeichnung Provinz (englisch/französisch province) wurde am 12. November 2008 durch Region (englisch region, französisch région) ersetzt. Die Regionen gliedern sich in 58 Bezirke (departments/départements) und mehr als 300 Gemeinden:
| Nr. | Name (französisch/englisch) | Hauptstadt | Einwohnerzahl 2015 | Index der menschlichen Entwicklung 2017 |
| --- | --------------------------- | ---------- | ------------------ | --------------------------------------- |
| 1   | Adamaoua                    | Ngaoundéré | 01.201.000         | 0,504                                   |
| 2   | Centre                      | Yaoundé    | 04.159.500         | 0,650                                   |
| 3   | Est/East                    | Bertoua    | 00.835.600         | 0,545                                   |
| 4   | Extrême-Nord/Extreme North  | Maroua     | 03.993.000         | 0,406                                   |
| 5   | Littoral                    | Douala     | 03.355.000         | 0,664                                   |
| 6   | Nord/North                  | Garoua     | 02.442.600         | 0,436                                   |
| 7   | Nord-Ouest/Northwest        | Bamenda    | 01.968.600         | 0,592                                   |
| 8   | Sud/South                   | Ebolowa    | 00.749.600         | 0,604                                   |
| 9   | Sud-Ouest/Southwest         | Buea       | 01.553.300         | 0,598                                   |
| 10  | Ouest/West                  | Bafoussam  | 01.921.600         | 0,599                                   |
|     | Kamerun                     | Yaoundé    | 22.179.700         | 0,557                                   |

#### Département
Die Regionen Kameruns gliedern sich in 58 Départements (Stand 2018). Weiter werden diese wiederum in insgesamt in 360 Arrondissements oder Communes und 14 Communautés Urbaines aufgeteilt:

#### Städte
Im Jahr 2023 lebten 59 Prozent der Einwohner Kameruns in Städten. Die beiden größten Städte in Kamerun sind die Hauptstadt Yaoundé mit ca. 2,4 Millionen Einwohnern (Schätzung 2017) und die Hafenstadt Douala mit ca. 3,4 Millionen Einwohnern.

## Bevölkerung

Bevölkerungsentwicklung, Fertilitäts- und Nettoreproduktionsraten von 1950 bis 2021; Prognose der Bevölkerungsentwicklung bis 2032; Schätzung der Vereinten Nationen 2022
Blaue Kurve (linke Y-Achse): Gesamtbevölkerung jeweils zum 1. Juli in Tausend
Blaue gepunktete Kurve (linke y-Achse): Gesamtbevölkerung jeweils zum 1. Juli in Tausend, „Mittlere Prognose“ („Medium variant“)
Rote Kurve (rechte y-Achse): Gesamtfruchtbarkeitsrate (Lebendgeburten pro Frau)
Gelbe Kurve (rechte y-Achse): Nettoreproduktionsrate (überlebende Töchter pro Frau)

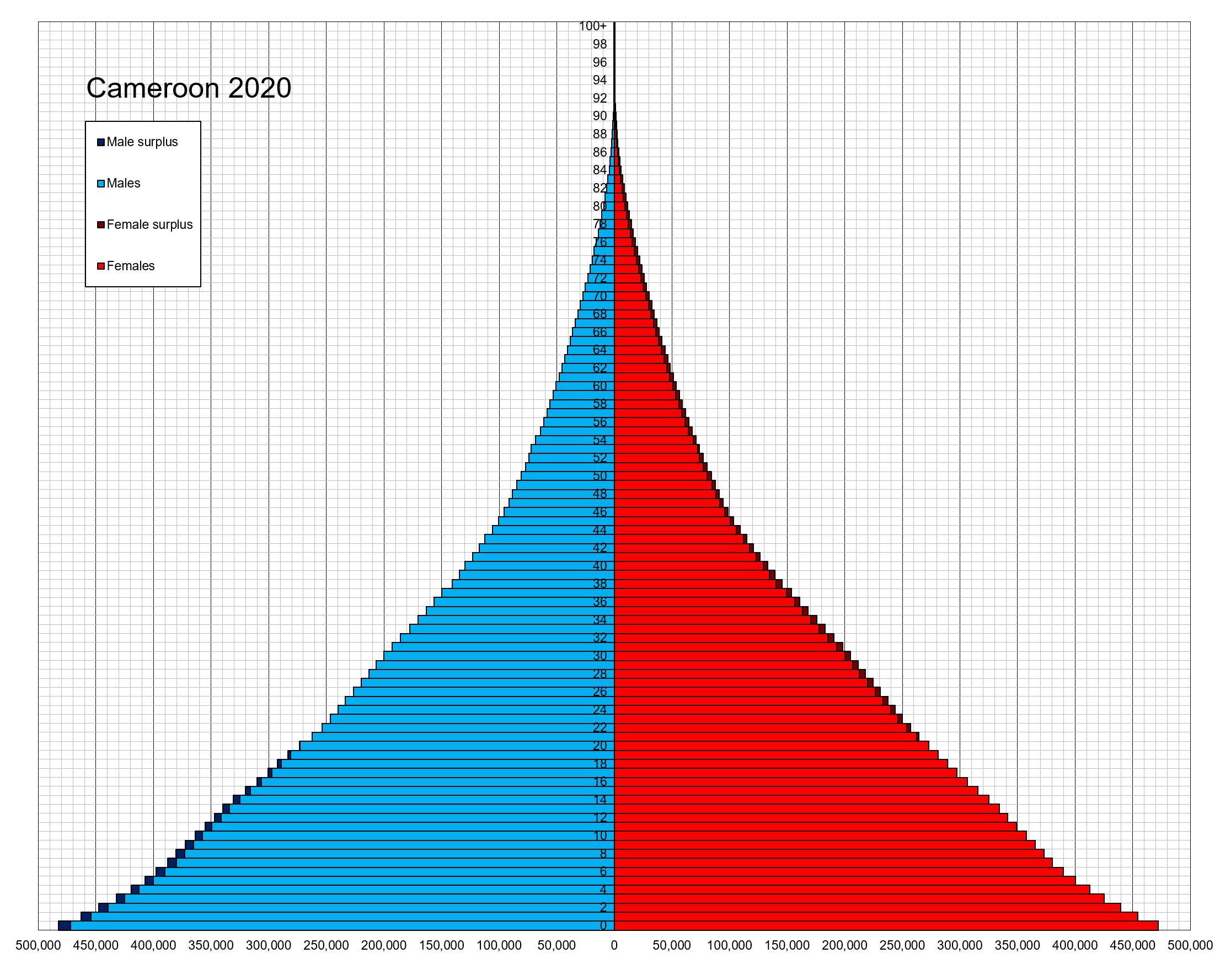
Bevölkerungspyramide 2020

### Demografie
Kamerun hatte 2022 27,9 Millionen Einwohner. Das jährliche Bevölkerungswachstum betrug + 2,6 %. Zum Bevölkerungswachstum trug ein Geburtenüberschuss (Geburtenziffer: 34,4 pro 1000 Einwohner vs. Sterbeziffer: 8,2 pro 1000 Einwohner) bei. Die Anzahl der Geburten pro Frau lag 2022 statistisch bei 4,4, die der Region West- und Zentral-Afrika betrug 4,9. Ausgehend von einem Höchststand von etwa 6,5 Kindern pro Frau Anfang der 1980er Jahre sinkt die Rate stetig. Begünstigt wird der Trend dadurch, dass immer mehr verheirateten Frauen moderne Verhütungsmittel zur Verfügung stehen. Dennoch liegt ihr Anteil 2020 bei nur 36 %. Der Median des Alters der Bevölkerung lag im Jahr 2021 bei 17,5 Jahren. Im Jahr 2023 waren 42,0 Prozent der Bevölkerung unter 15 Jahre, während der Anteil der über 64-Jährigen 2,7 Prozent der Bevölkerung betrug.
Am dichtesten besiedelt sind das Grasland in der West- und Nordwest-Region, die Küstenprovinz um die Hafenstadt Douala und das Gebiet um die Hauptstadt Yaoundé. Demgegenüber sind die Mitte und der Südosten des Landes nur dünn besiedelt.

### Bevölkerungsstruktur
Angaben zur Zahl der in Kamerun lebenden Ethnien unterscheiden sich stark und sind teilweise von Ideen kolonialer Herrschaftspraxis durchdrungen (Divide et impera).
Grob können vier geographische Räume mit kulturellen Clustern unterschieden werden:
- Die Gesellschaften der Küstenregion, unter anderem geprägt durch den im 15. Jahrhundert eintretenden Kontakt mit europäischen Händlern (zum Beispiel Duala, Kpe/Bakwiri und Batanga-Gruppen)
- Die Gesellschaften des Südlichen Waldlandes, größtenteils geprägt durch Migrationsbewegungen aus den benachbarten Savannengebieten, welche teilweise bereits vor einigen Jahrhunderten einsetzten. Die geringe Bevölkerungsdichte und das nur schwer zu durchdringende Gelände begünstigten die Bildung von segmentären Gesellschaften mit besonderen Austauschformen[29] (zum Beispiel Ewondo, Basaa, Ngumba, Eton, Bulu, Makaa, Njem, Ndzimu und Fang).
- Die Gesellschaften des Berglandes im Westen, vor allem geprägt durch eine günstige geographische Lage, welche bereits in vorkolonialer Zeit zu einer hohen Bevölkerungsdichte und damit einhergehend zu Phänomenen der sozialen Stratifikation geführt haben, unter anderem in Form einer Vielzahl kleinerer Königreiche (zum Beispiel Bamun, Bamileke-Gruppen).
- Die Gesellschaften nördlich des Sanaga-Beckens, vor allem geprägt durch den Kontakt mit den Gesellschaften im Sahel sowie insbesondere durch die Fulbe-Invasion im 19. Jahrhundert beziehungsweise durch die Auseinandersetzung mit dieser (zum Beispiel Fulbe, Kanuri, Mandara, Musgum, Kotoko, Massa, Mundang, Gbaya, Kirdi).

### Migration
Vor allem aus den Nachbarländern Nigeria, Zentralafrikanische Republik und dem Tschad migrieren Menschen nach Kamerun. Der UNHCR zählte im Juni 2015 insgesamt rund 400.000 Flüchtlinge im Land. Im Jahre 2017 waren 2,2 % der Bevölkerung im Ausland geboren.

### Sprachen
Die Zahlen zu den verschiedenen Sprachgruppen unterscheiden sich ebenfalls stark. Die Ethnologue-Datenbank listet aktuell 285 Sprachen auf, die im Land gesprochen werden. Jedoch ist auch diese Einteilung im Detail widersprüchlich.
Amtssprachen sind Französisch (circa 80 % der Bevölkerung) und Englisch (circa 20 % der Bevölkerung), entsprechend der Zuordnung der Verwaltungsdistrikte nach dem Ersten und Zweiten Weltkrieg (Völkerbundsmandate/UNO-Treuhandschaft). Kameruner Pidginenglisch dient als Lingua franca in den anglophonen Regionen; Camfranglais, eine Mischung aus Französisch, Pidgin und mehreren kamerunischen Sprachen, gewinnt in den frankophonen Städten und unter Jugendlichen an Bedeutung.
Die Hauptsprachen des Nordens sind Fulfulde, Kanuri, die Kotoko-Sprachen und Shuwa, im Süden (etwa 40 % der Gesamtbevölkerung) vor allem Sprachen aus dem Nordwestzweig der Benue-Kongo-Familie (Duala, Basaa, Kpe-Mboko, Malimba-Yasa, Makaa, Njyem, Ndsimu, Ngumba und Kunabembe) und verschiedene Beti-Fang-Sprachen, darunter Ewondo, Bulu und Fang. Über 20 % sprechen sudanische und Az-Sande-Sprachen. Wichtige Sprachen im Westen sind Ghomálá, Fe’fe’, Medumba und Yemba. Im Grenzgebiet zu Äquatorialguinea wird immer häufiger Spanisch gesprochen.
Rund 230.000 Menschen in Kamerun lernen Deutsch.

### Religion
In Kamerun sind rund 69,2 Prozent der Bevölkerung Christen, detaillierter: etwa 38,4 Prozent Anhänger der katholischen Kirche Kameruns, 26,3 Prozent Protestanten, ca. 0,5 Prozent orthodoxe Christen und 4 Prozent Anhänger anderer christlicher Konfessionen. 20,9 Prozent der Einwohner sind Muslime und 5,6 Prozent sind Anhänger traditioneller west- und zentralafrikanischer Religionen. 1 Prozent bezeichnen sich als Anhänger anderer Religionen und 3,2 Prozent als religionsfrei.
Ein großer Teil der Bevölkerung praktiziert außerdem überlieferte lokale Glaubensvorstellungen.
Als erste Missionare betraten befreite Sklaven afrikanischen Ursprungs der Jamaican Baptist Missionary Society 1841 das Land, 1845 folgte der englische Missionar und Ingenieur Alfred Saker. Die Kameruner Baptisten unterhalten seit über 100 Jahren enge Beziehungen zum deutschen Bund Evangelisch-Freikirchlicher Gemeinden. Im Zuge der deutschen Kolonialisierung während des 19. Jahrhunderts kam 1886 die Basler Mission nach Kamerun. Aus ihren Aktivitäten sind zwei reformierte Kirchen entstanden: Die Presbyterian Church in Camerun (PCC) und die Eglise évangelique du Cameroun (EEC). Die Basler Mission Deutscher Zweig und die ihr verbundene Schweizer mission21 sind heute mit zahlreichen sozialen Projekten dort aktiv.
Acht Pallottinerpatres erreichten am 25. Oktober 1890 unter der Führung des Paters Heinrich Vieter Duala. Heute ist die katholische Pallottiner-Mission in Kamerun im Süden (Kribi und Doume) von Bedeutung.

### Bildungswesen
Staatliche Universitäten gibt es in Yaoundé, Douala, Buea, Dschang, Ngaunderé, Bamenda, Maroua und Bertoua. Neben den konfessionell geprägten Hochschulen (katholische zentralafrikanische Universität in Yaoundé, protestantische zentralafrikanische Universität in Yaoundé, die adventistische Universität in Nanga Ebogo), gibt es eine wachsende Zahl an privaten Hochschulen (zum Beispiel Universität des Montagnes in Banganté und die Bamenda-Universität der Technologie und Wissenschaften, Douala Institute of Technology). Darüber hinaus gibt es in Sangmélima (Süd-Kamerun) die 2015 eröffnete Cameroon-Congo Inter-State University mit einem Schwerpunkt in technischen Fächern (Informations- und Kommunikationstechnologie). Der zweite Standort liegt in Ouesso (Republik Kongo).
Die Einschulungsquote beträgt 79 Prozent und ist für afrikanische Verhältnisse hoch, jedoch besteht ein starkes Süd-Nord-Gefälle. Der Schulbesuch an staatlichen Grundschulen ist kostenlos. Schulmaterial, Uniformen und Pausenverpflegung müssen von den Eltern getragen werden, was in den südlichen Provinzen die Einschulungsrate senkt. In den nördlichen Provinzen ist die Einschulungsrate auch aus kulturellen Gründen niedriger. Trotz der Schulpflicht beträgt der Anteil der Analphabeten über 25 Prozent. Die erwartete Dauer des Schulbesuchs betrug im Jahr 2021 10,3 Jahre.
Eine Auswertung der Daten des 2001 Cameroon Household Survey ergibt eine Chancengleichheit für Jungen und Mädchen bei der Einschulung; bei Mädchen zeigt sich jedoch eine höhere Schulabbruchquote, sobald ihre Schulkarriere Unregelmäßigkeiten aufweist.

### Gesundheitswesen
Die Gesundheitsausgaben des Landes betrugen im Jahr 2021 3,8 % des Bruttoinlandsprodukts. Im Jahr 2018 praktizierten in Kamerun 1,3 Ärztinnen und Ärzte je 10.000 Einwohner. Die Lebenserwartung der Einwohner Kameruns ab der Geburt lag 2022 bei 61 Jahren (Frauen: 62,6, Männer: 59,4). Die Lebenserwartung stieg von 2000 nach 2022 um 15 %. Die Sterblichkeit bei unter 5-jährigen betrug 2022 69,8 pro 1000 Lebendgeburten. Weit verbreitete Krankheiten sind Malaria, Tuberkulose und aufgrund des unzureichenden Zugangs zu sauberem Wasser auch Cholera. Je nach Quelle sind zwischen 1,8 Prozent und 3,6 Prozent der erwachsenen Bevölkerung mit dem HI-Virus infiziert.

## Geschichte

### Das Gebiet bis zum 19. Jahrhundert
Bis 1884 wurde das Gebiet des heutigen Staates Kamerun von einer Vielzahl unterschiedlich organisierter Gesellschaften besiedelt.

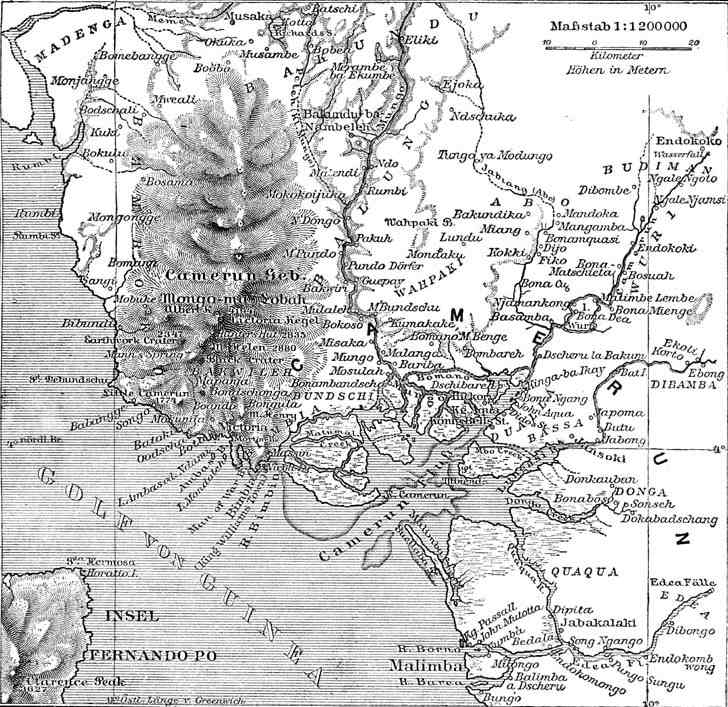
Historische Karte (um 1888)

Der europäische Einfluss begann im Jahr 1472, als portugiesische Seeleute an der Küste Kameruns landeten. Kamerun erhielt seinen Namen aufgrund der vielen Krabben im Fluss Wouri (damals Rio dos Camarões, Krabbenfluss). Um 1520 begann ein Handel mit den Portugiesen insbesondere mit Elfenbein und Zuckerrohr. Der Sklavenhandel erlangte an der Kameruner Küste nie eine besondere Bedeutung; schon 1820 wurde der Sklavenhandel aufgehoben und die Sklavenhändler wurden verfolgt. Schließlich unterzeichneten am 10. Juli 1840 die Douala-Könige mit Großbritannien die völkerrechtlichen Verträge für das weltweite Verbot des Menschenhandels bzw. der Sklaverei. (Zum Vergleich: In den USA wurde die Sklaverei 1865, in Brasilien 1888 und in Saudi-Arabien 1963 abgeschafft.) Der Sklavenhandel wurde im 19. Jahrhundert durch den Handel mit Palmöl und Palmkernen abgelöst. Die starke Nachfrage war ein Ergebnis der industriellen Revolutionen in Teilen Europas.

### Deutsche KolonieKamerun

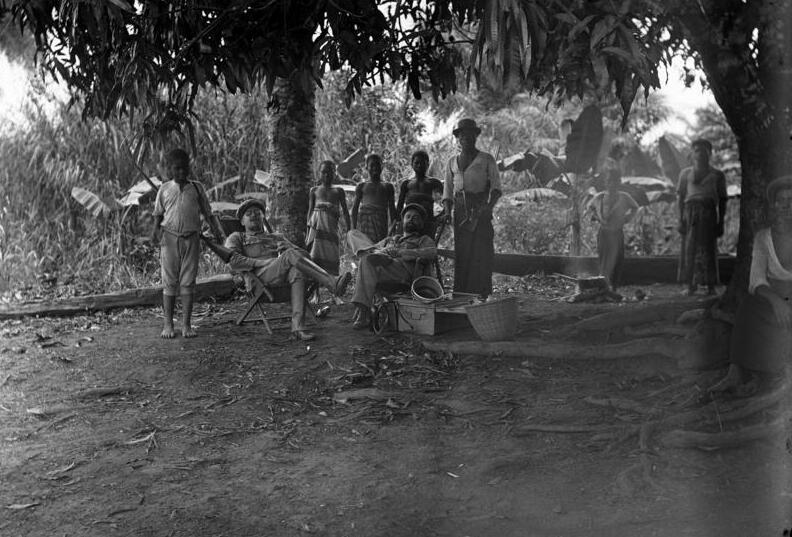
Deutsche Siedler zusammen mit Einheimischen (Weihnachten 1901)

1868 wurde durch die Errichtung von Handelsniederlassungen des Hamburger Handelshauses Woermann an der Mündung des Wouri der deutsche Einfluss auf Kamerun immer stärker. Am 14. Juli 1884 schloss der deutsche Generalkonsul Gustav Nachtigal als Kaiserlicher Kommissar mit mehreren Headmen der Duala und anderen regionalen Herrschern Schutzverträge ab und proklamierte damit das Schutzgebiet Kamerun als Deutsche Kolonie. Dabei bezog sich die Namensgebung zunächst auf den Schutz deutscher Wirtschaftsinteressen. Die faktische Inbesitznahme des Hinterlandes und die gewaltsame oder kooperative Integration der dortigen Gesellschaften vollzog sich im Laufe der folgenden 30 Jahre und war bei Ausbruch des Ersten Weltkrieges noch nicht endgültig abgeschlossen.
Im Jahr 1911 erfolgte im Marokko-Kongo-Abkommen auf Kosten der französischen Kolonien in Zentralafrika eine bedeutende Vergrößerung der Kolonie (Neukamerun). Im Versailler Vertrag (Artikel 125) wurden diese Territorien wieder Frankreich zugeordnet.
Im Ersten Weltkrieg konnte sich die zahlenmäßig und materiell unterlegene deutsche Schutztruppe zwei Jahre in Kamerun halten. 1916 ergab sich die letzte Garnison in Mora (Nordkamerun) der britischen Kolonialarmee.
In der deutschen Kolonialzeit zwischen 1884 und 1919 verlor Kamerun Zehntausende von kulturellen und künstlerischen Objekten, von denen sich heute etwa 40.000 in deutschen Museen befinden.

### Französisch-Britisches Mandat
Durch den Versailler Vertrag von 1919 ging Kamerun offiziell in den Besitz des Völkerbundes über, der wiederum ein Mandat zur Verwaltung an Großbritannien und Frankreich gab. Es kam zur Aufteilung des Landes, bei der Frankreich vier Fünftel erhielt.
Frankreich betrieb eine massive Assimilationspolitik. Der Gebrauch lokaler Sprachen in Schulen wurde verboten. Auch wurden nach 1929 infolge der Weltwirtschaftskrise die Mobilität eingeschränkt und ein Zwangsarbeitsstatut verhängt, das an das deutsche Zwangsarbeitssystem vor dem Ersten Weltkrieg erinnerte.
Die Bananen- und Kakaoplantagen am Kamerunberg lagen nach 1919 im britischen Mandatsgebiet. Sie wurden enteignet, aber 1924 konnten die deutschen Unternehmen die Pflanzungen auf einer Londoner Auktion zurückkaufen. Nach 1933 wurden die Kameruner Plantagen zum Versuchsfeld einer zukünftigen nationalsozialistischen Kolonialwirtschaft („Deutsche Kamerun-Bananen“).
1940 trat der Hochkommissar der Vichy-Regierung für das französische Mandatsgebiet auf die Seite der Bewegung France Libre über.
Nach dem Zweiten Weltkrieg (1945) wurden beide Völkerbundmandate durch die UNO in Treuhandmandate umgewandelt. Ziel der UNO war es, eine allmähliche Selbstverwaltung oder die Unabhängigkeit des Gebietes zu erreichen.
Der Weg zum Frauenwahlrecht verlief in den beiden Mandatsgebieten unterschiedlich: Das französische Gebiet folgte dem Muster anderer französischer Kolonien in Westafrika: Mit der Gründung der Französischen Union und der Vierten Republik erhielten Frauen am 27. Oktober 1946 das Wahlrecht. Das passive Wahlrecht wurde in dem Gesetz nicht ausdrücklich erwähnt, war aber auch nicht ausgeschlossen. Entsprechend der Loi Lamine Guèye hatten alle Bürgerinnen und Bürger zwar bei Wahlen zum französischen Parlament und auch bei lokalen Wahlen ein Wahlrecht, doch wurde in zwei Klassen gewählt, was der französischstämmigen Bevölkerung einen Vorteil verschaffte. Dieses Zweiklassenwahlrecht wurde erst am 23. Juni 1956 durch die loi-cadre Defferre abgeschafft und bei der Unabhängigkeit bestätigt. Das britische Gebiet wurde bis 1954 von Nigeria verwaltet. 1954 wurde das House of Assembly Südkameruns geschaffen, das 1959 das uneingeschränkte allgemeine Wahlrecht garantierte. 1961 trat der südliche Teil des britischen Gebiets der gerade unabhängig gewordenen Bundesrepublik Kamerun bei, der Nordteil dem überwiegend muslimischen Nordteil Nigerias. Dies hatte zur Folge, dass Frauen dort erst 1976 das Wahlrecht erhielten.
1947 wurde durch Frankreich die Assemblée représentative du Cameroun geschaffen, deren Mitglieder durch ein duales Wahlkollegium (24 Sitze für die „Kameruner“ und 16 Sitze für die „Siedler“) bestimmt wurden.
1956 wurde durch das Rahmengesetz Defferre (loi-cadre Defferre) den französischen Kolonien und Mandatsgebieten (Togo und Kamerun) eine interne und begrenzte Autonomie zugestanden.
1957 wurde durch allgemeine Wahlen die Assemblée législative du Cameroun (deutsch etwa „Kamerunische verfassungsgebende Versammlung“) bestimmt. Am 10. Mai 1957 wurde durch den französischen Hochkommissar (Pierre Messmer) André Marie Mbida als Ministerpräsident der ersten kamerunischen Regierung ernannt, die begrenzte Kompetenzen hatte (insbesondere die Bereiche Sicherheit, Außenpolitik und Währungspolitik verblieben bei Frankreich). Nach dem Sturz der Regierung Mbida 1958 wurde er von Pierre Messmer durch Ahmadou Ahidjo ersetzt. Im Oktober 1959 wurde der Notstand (état d’urgence) ausgerufen, der ihm weitreichende Vollmachten verschaffte. Am 13. März 1959 entschied, auch nach Pressionen der Mandatsmacht Frankreich, die Vollversammlung der Vereinten Nationen in der Resolution 1349, dass vor der Unabhängigkeit keine Volksbefragung zur Wahl des ersten Präsidenten nach der Unabhängigkeit durchgeführt werden müsste.

### Unabhängigkeitskrieg
Ab 1945 kam es wiederholt zu Aufständen gegen die französischen Sicherheitskräfte und zum Kampf um die Unabhängigkeit des französischen Treuhandgebietes. 1948 entstand aus dem Umfeld der gewerkschaftlichen Bewegung die Union des Populations du Cameroun (UPC), welche sich bis zu ihrem Verbot durch den Hochkommissar Roland Pré am 13. Juli 1955 mit politischen Mitteln für die Unabhängigkeit des Mandatsgebiets einsetzte. Der bewaffnete Kampf der UPC respektive genauer ihres militärischen Armes der ANLK (Armée nationale de Liberation du Kamerun, man beachte die deutsche Schreibweise) zunächst gegen die Mandatsmacht Frankreich und später gegen die Regierung Ahidjo begann Mitte 1955 und endete 1971 mit der Hinrichtung von Ernest Ouandié im Januar 1971 in Bafoussam.
Am 1. Januar 1960 erhielt das französische Kamerun nach einer Volksabstimmung und nach dem Auslaufen des UN-Mandats die Unabhängigkeit und nannte sich Republik Kamerun. In der 15. Generalversammlung der Vereinten Nationen wurde im Dezember 1960 festgelegt, dass auch die Treuhandgebiete in die Unabhängigkeit zu entlassen sind. Dies konnte erfolgen durch vollständige Unabhängigkeit, freie Assoziierung mit einem bereits unabhängigen Staat oder Integration in einen unabhängigen Staat. Die britischen Treuhänder verweigerten ihren Treuhandgebieten die erste Option, die vollständige Unabhängigkeit. Der Norden des britischen Mandats-Treuhandgebietes stimmte deswegen in einer entsprechenden Volksabstimmung für den Anschluss an Nigeria, der südliche Teil entschied sich für einen Anschluss an die Republik Kamerun in Form einer Föderation. Die Unabhängigkeit und der gleichzeitige Anschluss erfolgte am 1. Oktober 1961. Der so gebildete Staat nannte sich Föderative Republik Kamerun. Das ist der Hintergrund dafür, dass inzwischen mit Französisch und Englisch zwei Amtssprachen in Kamerun anerkannt sind.

### Zeit der Unabhängigkeit
Der vom Ministerpräsidenten zum kamerunischen Staatspräsidenten aufgestiegene Fulbe Ahmadou Ahidjo errichtete eine Diktatur. Außenpolitisch lehnte sich die Führung des Landes eng an Frankreich an. Mit Hilfe verdeckter und offener französischer Unterstützung und brutaler Repression gelang es Ahidjo, sein Regime zu festigen. Am 1. September 1966 wurde die Einheitspartei Union Nationale Camerounaise (UNC) gegründet, die seit 1985 Rassemblement démocratique du Peuple Camerounais bzw. Cameroon People’s Democratic Movement (RDPC) genannt wird.
1972 wurde ein Referendum über die künftige Staatsform durchgeführt. In der Folge wurde die Bundesrepublik Kamerun in einen Einheitsstaat umgewandelt, die Vereinigte Republik Kamerun. Nach dem Rücktritt des Staatspräsidenten Ahidjo am 6. November 1982 wurde sein Premierminister Paul Biya zum Staatsoberhaupt und Vorsitzenden der Einheitspartei UNC. Er gewann 1984 die Wahlen und konnte einen Putschversuch vereiteln. Mit der neugegründeten Einheitspartei RDPC versprach Biya die Demokratisierung des Landes und mehr soziale Gerechtigkeit. Die Wahlen im Jahr 1988 gewann Biya, weil es keinen Gegenkandidaten gegeben hatte. Die wirtschaftliche und soziale Krise des Landes während der 1980er Jahre wurde ihm und seinem Kabinett angelastet; sie belastete die Regierung. Die Forderungen nach Pressefreiheit und Beendigung des Einparteiensystems wurden immer lauter. Mit der Zulassung der Pressefreiheit erschienen viele kritische Zeitungen, und die Opposition im Land wurde immer stärker. Anfang der 1990er Jahre kam es vermehrt zu Unruhen und Generalstreiks mit der Forderung nach dem Ende der Monopolstellung der RDPC. Biya gab dem Druck der Straße zögerlich nach und ließ die Bildung von Oppositionsparteien zu, so dass 1992 die ersten freien Wahlen stattfanden, bei denen Biya erneut gewann. Die Opposition vermutete Wahlbetrug, da ausländische Wahlbeobachter behindert wurden. Wahrscheinlicher ist aber, dass die Oppositionsparteien zu sehr zersplittert waren (bei der Wahl traten 32 Parteien an), um ihre Stimmen zu bündeln. Trotzdem hatte das Wahlergebnis zur Folge, dass die RDPC (89 Sitze) mit der größten Oppositionspartei Nationale Union für Demokratie und Fortschritt (UNDP) (65 Sitze) koalieren musste. Durch französische Unterstützung und geschicktes Ausspielen seiner politischen Gegner konnte Biya bis 1997 seine Mehrheit im Parlament halten und wurde bei den Wahlen im gleichen Jahr bestätigt. Die geänderte Verfassung von 1996 sah die Dezentralisierung des Staates vor, unter anderem die Einführung einer zweiten Abgeordnetenkammer, des Senats.
Seit der Unabhängigkeit, insbesondere der Schaffung eines Einheitsstaates sowie der Umbenennung der „Vereinigten Republik Kamerun“ in Republik Kamerun im Jahr 1984 gibt es im englischsprachigen Teil Southern Cameroons immer wieder Autonomiebestrebungen. Das South Cameroons National Council und die South Cameroons Ambazonia Consortium United Front (SCACUP) kämpfen für einen Staat Ambazonia, dessen Name sich vom lokalen Namen Ambas Bay des Kamerunästuars ableitet. 1984 wurde erstmals die Republic of Ambazonia ausgerufen. 2016 bis 2018 gab es Proteste; im Jahr 2017 wurden sie durch die Armee blutig niedergeschlagen. Bis Juni 2018 wurden laut Amnesty International 20 Anhänger Ambazonias von der Armee getötet, auf Seiten der Armee gab es 44 Tote.

## Politik

### Politisches System
Seit 1960 ist Kamerun eine Präsidialrepublik mit einer neuen Verfassung. Kamerun ist nach dieser Verfassung ein Einheitsstaat, wobei im Vergleich zu früher weiter dezentralisiert wurde. Der Präsident wird für die Dauer von sieben Jahren gewählt und kann nach einer Verfassungsänderung vom 10. April 2008 unbegrenzt zur Wiederwahl antreten. Die Nationalversammlung mit 180 Mitgliedern wird für fünf Jahre gewählt; die zweite Parlamentskammer, der Senat, wird indirekt gewählt. Es herrscht ein Mehrparteiensystem.

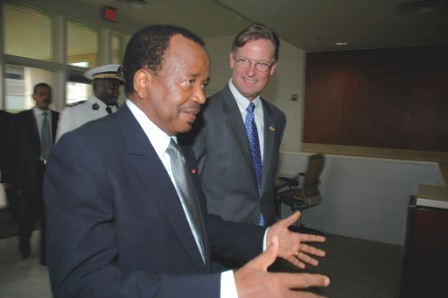
Paul Biya (links)

Staatsoberhaupt ist seit 1982 Paul Biya. Bei den Wahlen 1997, 2004, 2011 und 2018 wurde er bestätigt. Regierungschef des Landes ist seit dem 4. Januar 2019 Joseph Dion Ngute, der Philémon Yang nach zehnjähriger Amtszeit ablöste.
Paul Biya hat die Mehrparteiendemokratie eingeführt. Die aktuelle Regierungspartei ist der RDPC, die frühere Einheitspartei. Sie wurde seit dem Machtantritt Amadou Ahidjos und zuletzt bei der 2020 abgehaltenen Parlamentswahl in die Nationalversammlung in ihrer Mehrheit bestätigt. Die letzten Wahlen haben die Oppositionsparteien weiter geschwächt. Zu den Oppositionsparteien gehört die Front Social Démocrate (SDF, sozialdemokratisch) unter dem Parteichef John Fru Ndi. Sie hat ihre Anhänger vor allem im englischsprachigen Teil Kameruns. Die Opposition beklagt regelmäßig Wahlmanipulationen, was z. B. von der Friedrich-Ebert-Stiftung bestätigt wird.
Die nächsten Wahlen zum Staatsoberhaupt sollen im Oktober 2025 stattfinden. Paul Biya hat verkündet, dass er erneut kandidieren wird.

### Recht
Das kamerunische Rechtssystem ist hybrid aufgebaut: Einerseits gilt für Nachbarschaftsstreitigkeiten, Kleinkriminalität und Landstreitigkeiten lokales traditionelles, mündlich überliefertes Recht. Für Strafrechtsfälle andererseits gilt geschriebenes, nach französischem Vorbild aufgebautes Recht. Nach „traditionellem Recht“ gesprochene Urteile können im „französischen“ Recht an das Gericht Großer Instanz (Tribunal of Grand Instance/Tribunal de Grande Instance) und schließlich an den Obersten Gerichtshof (Supreme Court/Court Suprème) übertragen werden. Das Gericht erster Instanz (Tribunal of First Instance/Tribunal de Première Instance) nach französischem Recht steht auf der gleichen Stufe wie das traditionelle Recht, das damit also gleichbehandelt wird.
Seit 2007 gilt das Neue Strafprozessrecht (New Code of Penal Procedure/Nouveau code de procédure pénale), welche als wichtigste Neuigkeit das Prinzip des Habeas Corpus gebracht hat, d. h. das Recht auf Schutz vor willkürlicher Inhaftierung. Die Fristen für Anklagen, Inhaftierung ohne Anklage und das Recht auf einen Anwalt werden nunmehr garantiert. Die Polizei wurde seitdem in mehreren Wellen entsprechend ausgebildet. Das neue Gesetz hat klare Fortschritte auf dem Weg hin zu einem Rechtsstaat gebracht.
Kamerun hat im Zuge der Dekolonisation in der Rechtsprechung Urteile wegen „Hexerei“ zugelassen. Seitdem können Menschen durch das Hinzuziehen eines witch doctors als Zeugen der Hexerei für schuldig erklärt werden – die Bestrafung beinhaltet hohe Geldstrafen bis hin zu langjähriger Haft oder Zwangsarbeit. Der Glaube an Hexerei ist in Kamerun weit verbreitet.
Ebenfalls mit Haft bedroht ist Homosexualität. Die Haftstrafe beträgt sechs Monate bis zu fünf Jahren, zudem wird ein Bußgeld von (umgerechnet) bis zu 305 Euro auferlegt.

### Politische Indizes
| Name des Index                     | Indexwert    | Weltweiter Rang | Interpretationshilfe | Jahr |
| ---------------------------------- | ------------ | --------------- | --- | ---- |
| Fragile States Index               | 94,3 von 120 | 20 von 179      | Stabilität des Landes: Alarm 0 = sehr nachhaltig / 120 = sehr alarmierend Rang: 1 = fragilstes Land / 179 = stabilstes Land | 2024 |
| Demokratieindex                    | 2,56 von 10  | 136 von 167     | Autoritäres Regime 0 = autoritäres Regime / 10 = vollständige Demokratie                                                    | 2024 |
| Freedom in the World Index         | 15 von 100   | —               | Freiheitsstatus: unfrei 0 = unfrei / 100 = frei                                                                             | 2024 |
| Rangliste der Pressefreiheit       | 42,8 von 100 | 131 von 180     | Schwierige Lage für die Pressefreiheit 100 = gute Lage / 0 = sehr ernste Lage                                               | 2025 |
| Korruptionswahrnehmungsindex (CPI) | 26 von 100   | 140 von 181     | 0 = sehr korrupt / 100 = sehr sauber                                                                                        | 2024 |

### Außenpolitik
Kamerun ist Mitglied des Commonwealth of Nations. Es ist das erste Land, das dem Bund beigetreten ist, ohne vorher vollständig eine Kolonie Großbritanniens gewesen zu sein. Das Land hat zudem traditionell gute Beziehungen zur zweiten ehemaligen Kolonialmacht Frankreich. Kamerun ist UN-Mitglied. Es ist auch ein Mitglied der Organisation für Islamische Zusammenarbeit (OIC), obwohl nur etwa 20 Prozent der Einwohner Muslime sind.
Kamerun ist bestrebt, gute Beziehungen zu den Nachbarstaaten zu haben. Der früher teils gewaltsame Grenzstreit um die Bakassi-Halbinsel mit dem mächtigen Nachbarstaat Nigeria ist durch Zugeständnisse Nigerias 2008 friedlich beigelegt worden. Seitdem haben sich die Beziehungen zu Nigeria verbessert. Des Weiteren engagiert sich Kamerun in der Zentralafrikanischen Republik mit einer 120 Mann starken Friedenstruppe und nahm zahlreiche Flüchtlinge aus dem Tschad auf. Auch wenn Kamerun als ein Stabilitätsanker in der Region angesehen wird, mehren sich die Warnungen vor zukünftigen Gewaltausbrüchen im Land, insbesondere im Zusammenhang mit der allgemein als ungeklärt angesehenen Nachfolgeregelung für das Amt des Staatspräsidenten.
Kamerun unterhält besonders freundliche Beziehungen zu Frankreich, gehört deshalb zu den Schwerpunktländern der französischen Entwicklungszusammenarbeit und ist Mitglied der Francophonie.
Nach 2006 entwickelten sich die Beziehungen zu China sprunghaft. China weitete seinen Einfluss auf Kamerun und andere afrikanische Länder seit dem China-Afrika-Gipfel aus. Zahlreiche chinesische Unternehmen sind in Kamerun tätig und der Handel mit der Volksrepublik China ist stark gewachsen.
Kamerun ist Mitglied der Internationalen Kakao-Organisation.

### Menschenrechte
Ein im Jahr 2014 erlassenes Antiterrorgesetz schränkt die Meinungsfreiheit und politische Opposition in dem Land stark ein.
Das Land verfolgt Homosexualität strafrechtlich, „aggressiver als fast jedes andere Land auf der Welt.“

### Militär

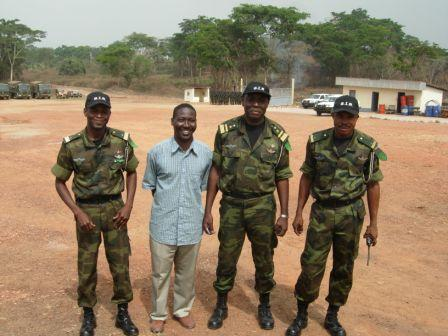
Kamerunische Soldaten des 1er Bataillon d’intervention rapide im Jahr 2007

Das Kamerunische Militär verfügt über eine Territorialarmee, eine Marine, Luftstreitkräfte und eine paramilitärische Gendarmerie und hat zurzeit rund 25.400 aktive und 9.000 paramilitärische Soldaten im Dienst. Eine Wehrpflicht besteht nicht. Kamerun gab 2020 knapp 1,0 Prozent seiner Wirtschaftsleistung oder 408 Millionen US-Dollar für seine Streitkräfte aus.

## Wirtschaft und Verkehr

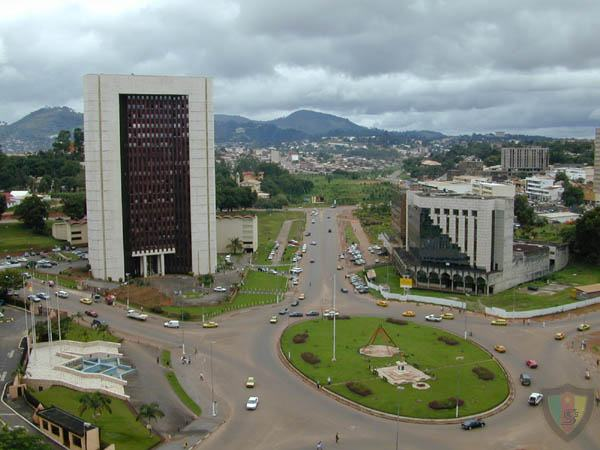
Die Hauptstadt Yaoundé

Die Wirtschaft Kameruns konnte im Gegensatz zu denen der meisten anderen afrikanischen Staaten lange Zeit von einer liberalen Wirtschaftspolitik profitieren. Das Bruttoinlandsprodukt (BIP) des Landes betrug im Jahre 2023 rund 49,3 Milliarden Dollar (2002: 8,9 Milliarden Euro). Im Global Competitiveness Index, der die Wettbewerbsfähigkeit eines Landes misst, belegt Kamerun Platz 116 von 137 Ländern (Stand 2017–2018). Der Index für wirtschaftliche Freiheit 2024 des Landes war der 120 höchste von 176 Ländern.
Das BIP des Landes setzt sich zusammen aus 23 Prozent Landwirtschaft, 28 Prozent Industrie und 49 Prozent Dienstleistungen. Obwohl die Landwirtschaft nur 23 Prozent des BIPs ausmacht, sind rund 50 Prozent der Erwerbstätigen in der Landwirtschaft tätig. Jedoch ist diese Zahl in den letzten Jahren leicht rückläufig.
Douala ist das wirtschaftliche Zentrum der CEMAC-Zone. Die ehemalige kamerunische Börse, die Douala Stock Exchange wurde von der der Bourse des Valeurs Mobilières de l’Afrique Centrale übernommen, welche jetzt als Gemeinschaftsbörse für mehrere zentralafrikanische Staaten dient.
2010 besuchten knapp 569.000 Touristen das Land. Die Tourismuseinnahmen beliefen sich 2015 auf 450 Mio. US-Dollar.
| Jahr                                    | 2010  | 2015  | 2016  | 2017  | 2018  | 2019  | 2020  | 2021  | 2022  | 2023  |
| --------------------------------------- | ----- | ----- | ----- | ----- | ----- | ----- | ----- | ----- | ----- | ----- |
| BIP in Mrd. USD (Kaufkraftparität)      | 59,4  | 81,8  | 86,2  | 90,9  | 99,5  | 108,2 | 114,5 | 129,0 | 143,4 | 153,4 |
| BIP pro Kopf in USD (Kaufkraftparität)  | 2.919 | 3.510 | 3.605 | 3.700 | 3.946 | 4.180 | 4.314 | 4.739 | 5.137 | 5.361 |
| BIP-Wachstum (real)                     | 2,9 % | 5,6 % | 4,5 % | 3,5 % | 4,0 % | 3,4 % | 0,5 % | 3,0 % | 3,7 % | 3,2 % |
| Inflation (in Prozent)                  | 1,3 % | 2,7 % | 0,9 % | 0,6 % | 1,1 % | 2,5 % | 2,5 % | 2,3 % | 6,3 % | 7,4 % |
| Staatsverschuldung (in Prozent des BIP) | 14 %  | 32 %  | 32 %  | 37 %  | 38 %  | 42 %  | 45 %  | 47 %  | 46 %  | 43 %  |

### Arbeitsmarkt
Die Arbeitslosigkeit lag im Jahre 1992 wohl bei etwa 25 Prozent, wurde aber offiziell mit 7,6 % beziffert. 2021 lag sie nach offizieller Schätzung bei 3,9 %. Ein großer Anteil der Bevölkerung ist im informellen Sektor ohne Sozialversicherung und ohne Schutz durch das Arbeitsrecht beschäftigt. Der größte Arbeitgeber, der Angestellte nach geltendem Arbeits- und Sozialversicherungsrecht anstellt, ist der Staat.
Das geltende Arbeitsrecht ist nach französischem Vorbild ausgestaltet und bewirkt einen großzügigen Schutz der Arbeitnehmer (Mindestlohn nach category of employment/catégorie d’emploi, basierend auf erreichter Ausbildungsstufe, gesetzliche Abgangsentschädigungen nach Dienstjahren, wenige mögliche Entlassungsgründe, großzügige Kündigungsfristen). In der Realität werden die meisten Angestellten außerhalb des staatlichen Sektors schwarz angestellt und das Arbeitsrecht nur beschränkt beachtet (siehe Kapitel Korruption).
Die staatliche Arbeitsverwaltung, der Fonds National de l’Emploi oder National Employment Fund mit Hauptsitz in Yaoundé und 16 Arbeitsämtern landesweit (drei davon in Douala), versucht aktiv, die Arbeitslosigkeit zu bekämpfen.

### Außenhandel

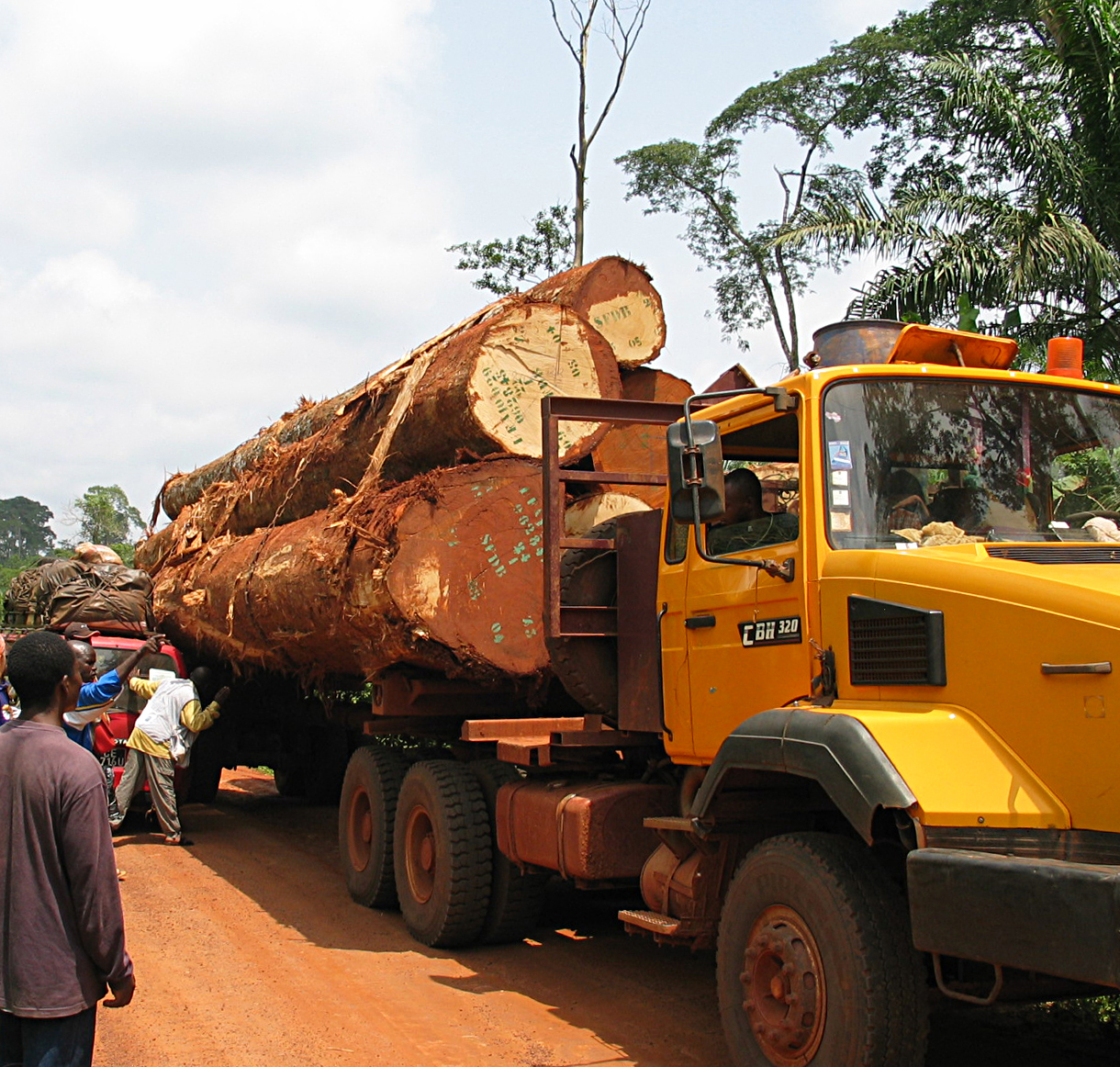
Holztransporter in Kamerun: Holz zählt zu den Hauptexportgütern

Das Land importiert Waren im Wert von 1,205 Billionen CFA-Francs. Importwaren sind vor allem Alkohol und Rohstoffe zur Produktion alkoholischer Getränke, mineralische und andere Rohstoffe, Halbfertigwaren, industrielle Verbrauchsgüter, Nahrungsmittel, Tabak und Transportausrüstungen. Etwas mehr wird in andere Länder exportiert: 1,363 Billionen CFA-Francs, darunter vor allem Erdöl, Holzprodukte, Kakao, Kaffee und im Inland produzierte Lebensmittel. Kamerun hat den höchsten Holzeinschlag aller Staaten Afrikas, der meist unzertifiziert und zu einem großen Teil illegal exportiert wird. Die wichtigsten Handelspartner waren 2015 China, Indien und Frankreich.

### Landwirtschaft
Die Landwirtschaft Kameruns ist stark diversifiziert. Landwirtschaftliche und forstwirtschaftliche Erzeugnisse sind wichtige Exportgüter. Dazu gehören Kakao, Kaffee, Bananen, Kautschuk, Baumwolle, Zuckerrohr, Mais und Reis. Abholzung und das Vordringen der Landwirtschaft in die Waldgebiete bedrohen Kameruns Wälder zunehmend.

### Rohstoffförderung
Kamerun verfügt über Vorkommen an Rohöl (Hauptexportgut), Eisenerz, Bauxit, Mangan, Kobalt, Nickel, Rutil und Gold. In der Vergangenheit haben verschiedene ausländische Unternehmen Konzessionen erhalten, die Erschließung der Rohstoffvorkommen ist jedoch schwierig und kostenintensiv. Die Rohölproduktion erreichte in den frühen 1990er Jahren seinen bisherigen Höhepunkt mit rund 140.000 Barrel/Tag. Im April 2023 wurden nur noch etwa 55.000 Barrel/Tag gefördert, wobei die Produktion zwischen 1990 und 2023 durch wiederholte starke Abfälle gefolgt von größeren Anstiegen gekennzeichnet gewesen ist. Daher könnte die Produktion durch entsprechende Investitionen wieder deutlich steigen. Im Jahr 2019 lag der Verbrauch an Rohölprodukten bei 37.900 Barrel/Tag. Damit ist Kamerun ein Netto-Ölexporteur, und Erdöl sowie Erdölprodukte waren 2021 gemessen am Wert das wichtigste Exportgut, gefolgt von Erdgas, Kakao, Holz, Gold und Bananen. Die Förderung von Erdgas dürfte weiter ansteigen, und angesichts eines geringen Eigenverbrauchs dürften die Exporte weiter zulegen und könnten zum wichtigsten Rohstoff für die Wirtschaft Kameruns werden. 2019 lag die Produktion bei ~2,678 Milliarden Kubikmetern, der Verbrauch bei ~986,19 Millionen Kubikmetern, womit die Exporte bei rund 1,603 Milliarden Kubikmetern lagen.

### Energieversorgung
Etwas mehr als die Hälfte der Bevölkerung hat Zugang zu einer elektrischen Energieversorgung. In den ländlichen Gebieten ist die Versorgung mit nur etwa 14 Prozent sehr gering. Die Wasserkraft macht mit 77 Prozent den größten Anteil an der Energieversorgung aus. Die Gesamtleistung der Wasserkraftwerke beträgt 721 MW, die größten befinden sich am Fluss Sanaga, wovon allerdings 60 Prozent für die Aluminiumindustrie genutzt werden. Das Kraftwerk in Edéa, am Édéa Reservoir, hat eine Leistung von 264 MW, das in Song Loulou 384 MW.

### Korruption
Die Korruption ist ein weit verbreitetes Problem. Kamerun nimmt seit Jahren einen Rang im hinteren Drittel der Weltrangliste der Korruption (Corruption Perceptions Index – CPI) von Transparency International ein. Die Begriffe, die in Kamerun für Korruption benutzt werden, sind vielfältig: Gombo, bière, taxi, carburant, motivation, tchoko und andere.
Seit den massiven Lohnsenkungen in der Folge der Austeritätsmaßnahmen des Internationalen Währungsfonds IMF zu Beginn der 1990er Jahre hat sich das Phänomen vervielfacht. Die überbordende Bürokratie und Intransparenz der administrativen Prozeduren fördert das Phänomen. Die Justiz gilt als vollständig korrupt. Lynchjustiz gegenüber auf frischer Tat ertappten Straftätern ist weit verbreitet und wird in der Regel durch das mangelnde Vertrauen in die Integrität der Sicherheitskräfte begründet.
Der Hafen von Douala gilt als eines der Zentren der Korruption. Die Zollabfertigung ist von Intransparenz, Willkür und Bürokratie gekennzeichnet. Die Abfertigungsgebühren sind sehr hoch. Zölle werden in drei Tarifstufen (10 Prozent, 20 Prozent und 30 Prozent) erhoben. Wegen der hohen Transportkosten, welche in die Zollberechnung gemäß internationalem Standard eingehen und der darauf erhobenen Mehrwertsteuer von 19,25 Prozent ergeben sich sehr hohe Beschaffungsnebenkosten, welche große Korruptionsanreize generieren und in der Volkswirtschaft erhebliche Schäden verursachen (Steuerausfälle, hohe Kosten für Importwaren generell und Investitionsgüter im Besonderen, Rechtsunsicherheit, Wettbewerbsverzerrungen).

### Staatshaushalt
Der Staatshaushalt umfasste 2016 Ausgaben von umgerechnet 6,5 Milliarden US-Dollar, dem standen Einnahmen von umgerechnet 4,7 Milliarden US-Dollar gegenüber. Daraus ergibt sich ein Haushaltsdefizit in Höhe von 6,1 Prozent des BIP.
Die Staatsverschuldung betrug 2016 32,8 Prozent des BIP.

### Umwelt- und Naturschutz
Kamerun zählt weltweit zu den Ländern, dessen Säugetier-Populationen am stärksten durch Jagd bedroht sind. Es wird erwartet, dass die Bestände von mehr als der Hälfte aller Arten um 70 bis 100 Prozent durch Jagdaktivitäten zurückgehen.
Im Jahr 2008 wurde entlang der Grenze zu Nigeria der Takamanda-Nationalpark eingerichtet, um die vom Aussterben bedrohten Cross-River-Gorillas zu schützen. Jagd und Entwaldung hatten zu einem Rückgang der Population auf unter 300 Tiere weltweit geführt. Eine weitere Schutzzone ist das Banyang-Mbo-Naturschutzreservat, in dem der Waldelefant (Loxodonta cyclotis) lebt.
Zum UNESCO-Weltnaturerbe gehört seit 1987 das Wildtierreservat Dja.
Auf der UNESCO-Welterbe-Vorschlagsliste stehen seit dem Jahr 2006 folgende Nationalparks:
- Boumba-Bek-Nationalpark[104]
- Campo-Ma’an-Nationalpark[105]
- Korup-Nationalpark[106]
- Lobé-Wasserfall nahe Kribi[107]
- Lobéké-Nationalpark[108]
- Nki-Nationalpark[104]
- kamerunischer Teil des Tschadsees[109]
- Waza-Nationalpark[110]

### Verkehr
Der Schienenverkehr in Kamerun wird von Camrail betrieben, besitzt aber nur ein sehr rudimentäres Streckennetz, das nicht das gesamte Land erschließt.

Karte Kameruns (November 2017)

Das gesamte Straßennetz umfasste 2016 etwa 51.350 km, wovon jedoch nur 4108 km asphaltiert sind.

## Kultur
Der Nationalfeiertag wird am 20. Mai mit Paraden der Uniformierten Staatsdienste und der Organisationen der Zivilgesellschaft (Schulen, Parteien, Firmen etc.) gefeiert. Die wichtigste Parade findet in Yaoundé am Boulevard of 20th May / Boulevard du 20 mai statt.

### Bildende Kunst

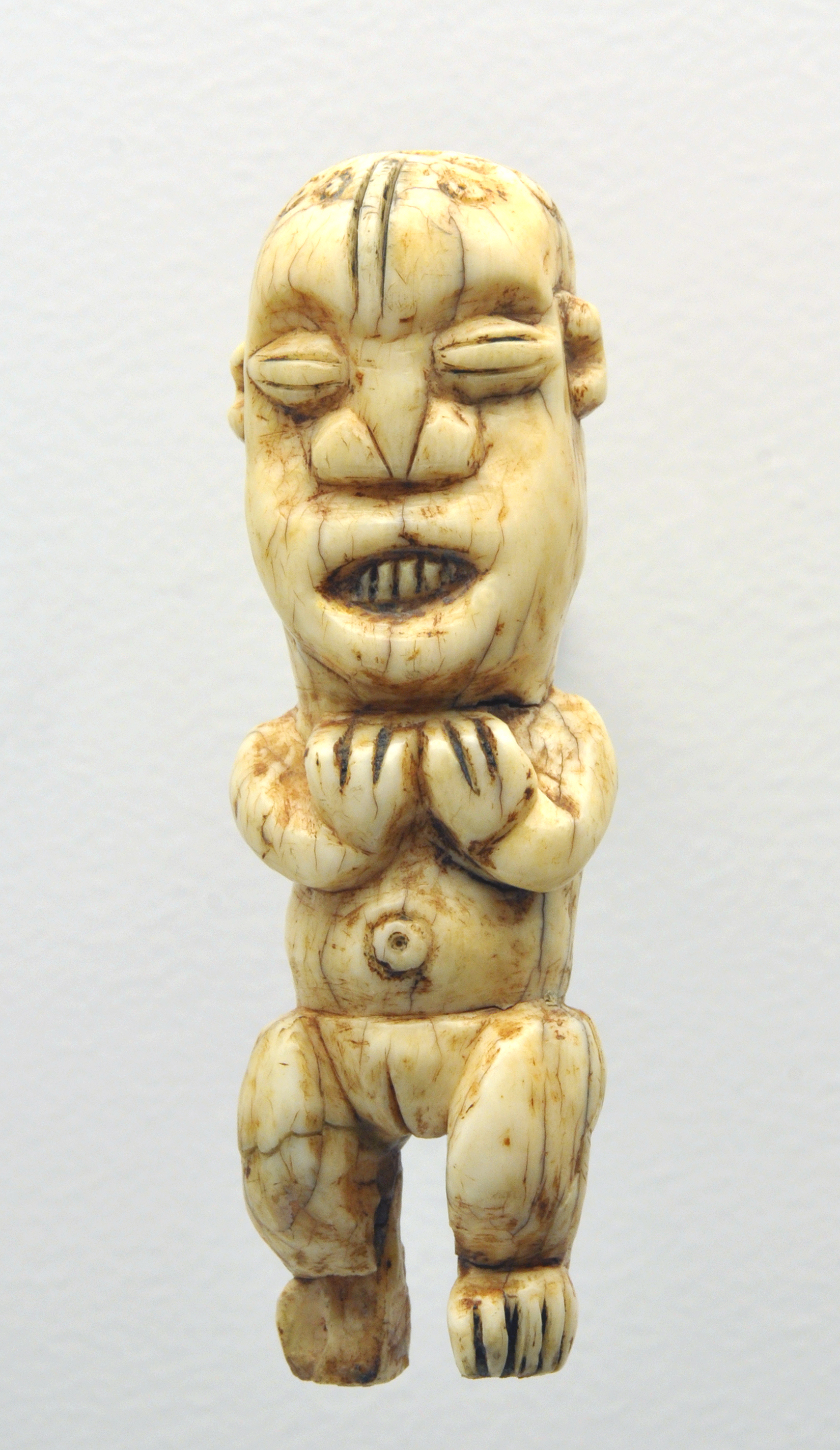
Diese Frauenfigur aus Elfenbein ist ein Amulett mu po aus dem Kameruner Grasland, Bamunkung.

Das Kameruner Grasland, das Übergangsgebiet zwischen der Savannenzone im Norden und den südwärts anschließenden Wäldern, ist als eines der produktivsten Zentren westafrikanischer Kunst renommiert. Der Wiener Ethnologe Walter Hirschberg verglich die Region mit einer Künstlerstraße. In der Geschichte künstlerisch herausragende Volksgruppen sind die von Nordosten zugewanderten Tikar, das große Volk der Bamileke sowie die Bamun um Foumban, die wegen ihrer hoch entwickelten Hofkunst berühmt wurden. In Sultan Njoya fanden sie einen eifrigen Förderer der Kunst.
Wichtige künstlerische Fertigungen sind verschiedene Arten von Masken – auch in Tierform, reich beschnitzte Türpfosten, Trommeln und Hocker sowie Glasperlenapplikationen an Stoffmasken, Kalebassen, Figuren und thronartigen Sesseln.
Namhafte Vertreter der bildenden Kunst in der Gegenwart sind u. a. Pascale Marthine Tayou, Hervé Yamguen und Joseph-Francis Sumégné. Als zentrales Treffen hat sich in den vergangenen Jahren der vom Kunstzentrum Doual'art organisierte Salon Urbain de Douala (SUD) etabliert.

### Medien
Größte Tageszeitung ist die staatliche Cameroon Tribune mit einer Auflage von 25.000 Exemplaren, gefolgt von den Verlagsblättern Le Messager und La Nouvelle Expression (je ca. 15.000) sowie Le Jour Quotidien und Mutations (je ca. 5000 Stück). Hörfunk und Fernsehen werden hauptsächlich vom staatlichen Cameroun Radio Télévision/Cameroon Radio Television (CRTV) betrieben. Daneben gibt es Relais-Ausstrahlungen der Auslandsdienste BBC World Service und Radio France Internationale auf UKW. Daneben bestehen kleinere regionale und kommerzielle Stationen. Im Jahr 2022 nutzten 43,9 Prozent der Einwohner Kameruns das Internet.
Die Nichtregierungsorganisation Reporter ohne Grenzen sieht in Kamerun eine schwierige Lage für die Pressefreiheit.

### Film
Bekannt wurden insbesondere die Regisseure Jean-Marie Teno und Jean-Pierre Bekolo. Auch der Schauspieler Emile Abossolo M’bo ist in den letzten Jahren als Charakterdarsteller vieler afrikanischer Filme bekannt geworden (unter anderem Ezra von Newton I. Aduaka, Les Saignantes von Jean-Pierre Bekolo, Als der Wind den Sand berührte von Marion Hänsel, Africa Paradis von Sylvestre Amoussou). Er spielt auch in Night on Earth von Jim Jarmusch mit.

### Musik
Einer der berühmtesten Musiker des Landes ist der Dichter, Sänger, Komponist und Liedermacher Francis Bebey. Er verfasste 1969 das musikethnologische Werk Musique de L’Afrique, das in der englischen Übersetzung von 1975, African Music: A People’s Art, weit verbreitet wurde. Ebenfalls ist Manu Dibango, der mit seinem Album Soul Makossa bekannt wurde, zu erwähnen. Makossa ist die Musikrichtung bzw. der Rhythmus, die/der in der Littoralprovinz rund um die Stadt Douala zu Hause ist. Die Musik wurde von Nelle Eyoum entwickelt. Weitere Vertreter sind Albert Premier, Ange Bagnia, Ben Decca, Efilingue Hiroshima und Grace Decca. Der Tanz- und Musikstil Bikutsi stammt aus der Gegend um Yaoundé. Moderne Popsänger sind Dora Decca aus Douala, Petit Pays, Sérgio Polo und Longue Longue. Im musikalischen Segment der Gospels und Spirituals hat sich die Sängerin Siyou Isabelle Ngnoubamdjum aus Bafang in Deutschland, Frankreich und Kamerun einen Namen gemacht. Im Bereich Jazz/Weltmusik ist der aus Kamerun stammende Multiinstrumentalist Richard Bona hervorzuheben und auch Jean Férouze Darouiche, der mit der aus drei Brüdern bestehenden Formation Voodoo Gang 1986 mit dem Preis für die Best Ethno-Jazz Recording ausgezeichnet wurde. Wes Madiko verbindet traditionelle Musik aus Ost-Kamerun mit modernen Einflüssen. Keng Godefroy, Saint Bruno, No T’ack De wo, Tala Jeannot, Takam II und Tapros – alle aus der Bamilike-Region – spielen traditionelle Musik des Graslandes und mischen moderne Elemente in unterschiedlichem Ausmaß bei. Das Zentrum der kamerunischen Musikindustrie ist Douala, wo sich eine bedeutende Anzahl von Musikern, Studios und Video-Produktionsfirmen konzentriert.
Afrikanische Bogenharfen vom Typ der kundi der Azande erstrecken sich in einem zusammenhängenden Verbreitungsgebiet von Nordkamerun über Zentralafrika bis in den Südsudan. Die für Südkamerun charakteristischen Musikinstrumente sind die Stegharfe mvet, die zu einer epischen Gesangstradition gehört, und das tragbare Xylophon mendzan, das zusammen mit Schlitztrommeln, einfelligen Standtrommeln und Rasseln das traditionelle Bikutsi-Ensemble prägt. Die Bamileke im Westen sind für zeremonielle Maskentänze bekannt, die von Geheimbünden aufgeführt werden. Im westlichen Grasland kommen einige besondere Lamellophone vor, etwa das timbrh der Wute.

### Kleidung

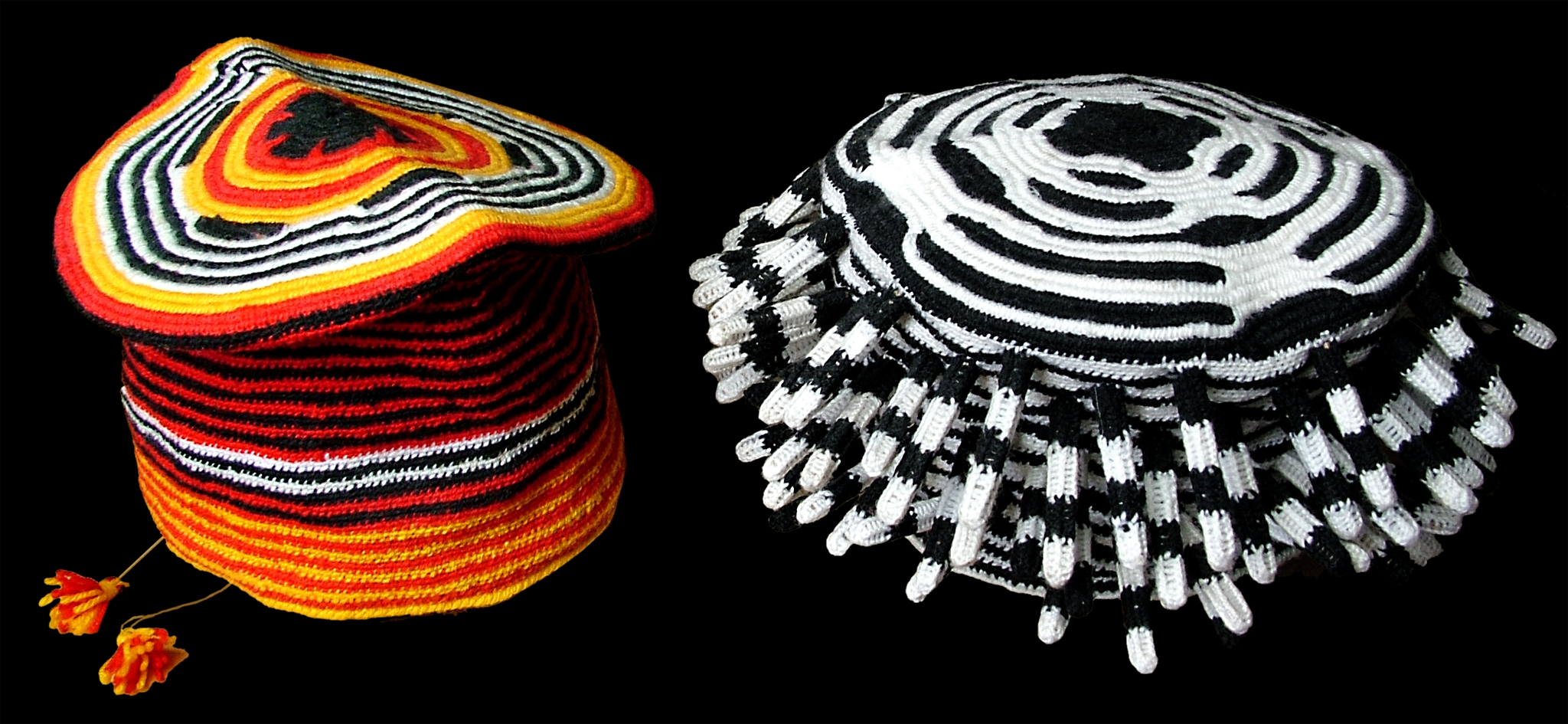
Typische Kopfbedeckungen aus dem Kameruner Grasland

Diplomatische Vertreter von Kamerun bei den Vereinten Nationen oder in anderen Hauptstädten – so die Ministerin für Kultur Ama Tutu Muna in Berlin (im Jahr 2010) – tragen häufig die farbenfrohe Kaba-Ngondo-Kleidung. Allgemein gilt in Kamerun bei Empfängen mit formellem Charakter, dass entweder formelle europäische Kleidung (Anzug, Krawatte für Herren und Ensemble für Damen) getragen wird oder eben traditionelle Kleidung. Dies ist oft auf der Einladung zum Anlass entsprechend vermerkt.

### Sport

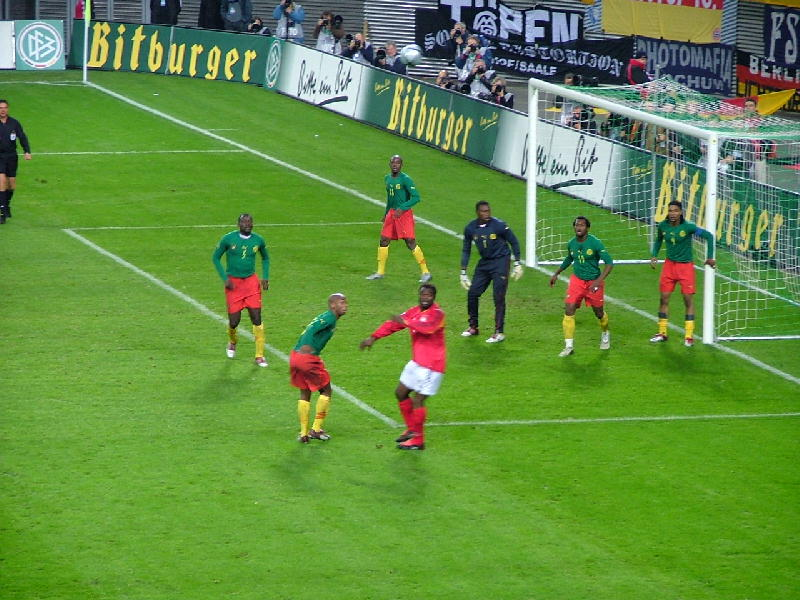
Kamerunische Fußballnationalmannschaft im Spiel gegen Deutschland

Die beliebteste Sportart in Kamerun ist Fußball. Erstmals wurde die Fußballnationalmannschaft The Indomptable Lions/Les Lions Indomptables (dt.: Die unbezähmbaren Löwen) durch Erfolge (drei Unentschieden) bei der Fußball-Weltmeisterschaft 1982 in Spanien weltbekannt, wo sie nur knapp am späteren Weltmeister Italien in der Vorrunde scheiterte. Acht Jahre später folgte ein Triumph bei der Fußball-Weltmeisterschaft 1990 in Italien, wo man als erstes afrikanisches Team in das Viertelfinale einziehen konnte, wo es eine Niederlage gegen England mit 2:3 nach Verlängerung gab. Star der Mannschaft war Roger Milla, der zweimal zu Afrikas Fußballer des Jahres gewählt wurde. In der Folge konnte sich Kamerun drei Mal für die Fußballweltmeisterschaft qualifizieren.
Der Sieg bei den Olympischen Spielen 2000 sowie die gewonnenen Afrikameisterschaften 2000 und 2002 folgten. Kamerun nahm an der Fußball-Weltmeisterschaft 2010 in Südafrika teil, schied allerdings nach drei verlorenen Spielen in der Vorrunde aus, ebenso wie bei der Fußball-Weltmeisterschaft 2014 in Brasilien. 2017 gewann die Mannschaft zum fünften Mal die Afrikameisterschaft.
1996 wurden im Ahmadou-Ahidjo-Stadion der Hauptstadt die 10. Afrikameisterschaften in der Leichtathletik ausgetragen.
2022 fand der 33. Afrika-Cup in Kamerun statt, bei dem die kamerunische Fußballnationalmannschaft der Herren den dritten Platz erreichte.